# Валерий Саричев
Валерий Саричев е съветски, таджикистански, руски и южнокорейски футболист, вратар. Има съветско, руско и южнокорейско гражданство, но играл е за националния отбор на Таджикистан.

## Кариера
Кариерата му започва в СКА Памир Душанбе. През 1981 е взет в ЦСКА (Москва), но получава тежка травма на ръцете и не успява да се наложи. През 1982 отива да играе в Торпедо (Москва), където става неизменен титуляр. През 1986 печели купата на СССР, но в този сезон е резерва на младия Дмитрий Харин. След трансфера на Харин в Динамо Москва, Саричев отново става титуляр под рамката на вратата, а през 1988 и 1991 Торпедо стават бронзови медалисти в шампионата на СССР. Също през 1991 Валерий става вратар на годината в СССР.
След разпадането на Съюза отива да играе в Южна Корея. Подписва със Сонам Илва Чунма. Става шампион на страната в 3 поредни години – 1993, 1994, 1995. През 1996 печели азиатската шампионска лига и суперкупата на Азия.
През 1997 дебютира за националния отбор на Таджикистан. През 1999 се отказва от таджикистанското си гражданство и взима южнокорейско. Саричев получава и корейско име – Син Ъйн Сон', което ознавача Божия ръка. През 2000 отива в „Анян Ел Джи Читас“ и става шампион на страната.
През 2005 завършва кариерата си на 45 г. и остава в Южна Корея като треньор. След края на кариерата си основава първата в страната вратарска школа.